# Gymnomus
Gymnomus is een geslacht van insecten uit de familie van de afvalvliegen (Heleomyzidae), die tot de orde tweevleugeligen (Diptera) behoort.

## Soorten
- G. amplicornis (Czerny, 1924)
- G. caesius (Meigen, 1830)
- G. ceianui (Martinek, 1985)
- G. czernyi Papp & Woznica, 1993
- G. europaeus Papp & Woznica, 1993
- G. mariei (Seguy, 1934)
- G. martineki Papp & Woznica, 1993
- G. sabroskyi (Gill, 1962)
- G. soosi Papp & Woznica, 1993
- G. spectabilis (Loew, 1862)
- G. troglodytes Loew, 1863